# Dictys fils de Magnès
Pour les articles homonymes, voir Dictys.
Dans la mythologie grecque, Dictys, natif de Cnossos en Crète, est un pêcheur qui trouva un jour un coffre dans lequel était Danaé et son fils Persée. Le roi Polydecte, le frère ainé de Dictys éleva Persée. 
Dictys est aussi le compagnon légendaire d'Idoménée au siège de Troie. 
Il tente de protéger Danaé des assiduités de son frère et se réfugie avec elle dans un temple.
Il règne sur l'ile après la mort de son frère transformé par Persée en statue de pierre avec la tête de Méduse.

## Sources
- Pseudo-Apollodore, Bibliothèque [détail des éditions] [lire en ligne], I, 9, 6 ; II, 4, 3.
- Hygin, Fables [détail des éditions] [(la) lire en ligne], LXIII.
- Strabon, Géographie [détail des éditions] [lire en ligne], X, 5, 10.